# Diósviszló
Diósviszló là một thị trấn thuộc hạt Baranya, Hungary. Thị trấn này có diện tích 15,81 km², dân số năm 2010 là 725 người, mật độ 46 người/km².